# Benedikta
A Benedikta  női név a latin benedictus (áldott) szóból származó Benedek férfinév párja.

## Rokon nevek
Benáta, Benedetta, Beneditta, Benita

## Gyakorisága
Az újszülötteknek adott nevek körében az 1990-es években szórványosan fordult elő. A 2000-es és a 2010-es években sem szerepelt a 100 leggyakrabban adott női név között.
A teljes népességre vonatkozóan a Benedikta sem a 2000-es, sem a 2010-es években nem szerepelt a 100 leggyakrabban viselt női név között.

## Névnapok
január 4., augusztus 13., október 8., december 29.